# Alpha Dionkou
Alpha Richard Dionkou est un footballeur sénégalais né le 10 septembre 2001 dans le ville de Sindone dans la région de la Casamance. Il joue au poste d'arrière droit à l'Omónia Nicosie.

## Biographie
Alpha Richard Dionkou est né au Sénégal dans la région Casamance. Sa famille fuit la région après le Mouvement des forces démocratiques de Casamance.
Il arrive très jeune en Espagne. Avant d’être repéré par le RCD Majorque.
À moins de vingt ans, il a connu plusieurs clubs notables après avoir joué dans toutes les catégories de l’équipe de Manchester City, remportant deux fois de suite la Premier league 2. Il joue une dizaine de matchs en UEFA Youth League en 2018 et 2019, sans jamais dépasser les phases de groupes. Il signe libre au Grenade CF. Pour avoir plus de temps de jeux en pro, il est prêté au San Fernando CD puis au FC Barcelone avec l’équipe B avant de revenir à Grenade.

### En sélection nationale
Il commence son parcours national avec la Rojita U-17 avec laquelle il joue cinq match donc trois en amical et deux en Championnat d'Europe de football des moins de 17 ans.
Ayant la double nationalité, toujours éligible au changement d’équipe, il opte pour le Sénégal. Convoqué, il participe à la Coupe du monde de football des moins de 20 ans 2019 où il atteint les quarts de finale.
En 2020, Aliou Cissé convoque Richard Dionkou en équipe première du Sénégal.

## Palmarès
Manchester City Football Club
- Premier League 2
  - Champion en 2020-2021 et 2021-2022

 AEK Larnaca
- Championnat de Chypre :
  - Vice-champion en 2023-2024